# Ricardo Palacios
Ricardo López-Nuño Díez, conegut artísticament com a Ricardo Palacios (Reinosa, Cantàbria, 2 de març de 1940-Madrid, 11 de febrer de 2015), va ser un actor, director i guionista cinemamatogràfic espanyol.

## Trajectòria artística
Es va graduar a l'Escola Oficial de Cinematografia de Madrid com a actor i director. En les seves primeres pel·lícules va aparèixer acreditat com Ricardo López Nuño. Actor habitual en les coproduccions de les dècades de 1960 i 1970, se li va poder veure en bastantes Spaghetti western i en westerns americans filmats en terres espanyoles.
Va ser també una presència recurrent en la filmografia del director madrileny Jesús Franco, amb el qual va rodar títols com Cartas boca arriba, Fu Manchú y el beso de la muerte, Camino solitario, Juego sucio en Casablanca o Sola ante el terror. A televisió se'l recuerda especialment pel seu paper del policia municipal Barrilete a la sèrie Verano azul (1981).
La seva filmografia com a actor, entre produccions per al cinema i la televisió, ronda en total el centenar i mig de títols. Com a realitzador, compte en el seu haver amb ¡Biba la banda! (1987), comèdia ambientada en la Guerra Civil Espanyola i protagonitzada per Alfredo Landa. Per a la televisió, va dirigir la sèrie La banda de Pérez en 1997.

### Defunció
Després de passar més d'un mes ingressat per problemes cardíacs, Ricardo va morir l'11 de febrer de 2015 a causa d'una insuficiència cardíaca.

## Filmografia
- Poly (1961) (serie de TV)
- Tengo 17 años (1964)
- Flor salvaje (1965)
- Historias para no dormir (1965-1966) (TV)
- Per qualche dollaro in più, de Sergio Leone (1965)
- Doctor Jivago (1965) (sense acreditar)
- Cartas boca arriba, de Jesús Franco (1966)
- El regreso de los siete magníficos, de Burt Kennedy (1966)
- El bo, el lleig i el dolent, de Sergio Leone (1966) (sese acreditar)
- Historia de la frivolidad (1967) (TV)
- El precio de un hombre, d'Eugenio Martín Márquez (1967)
- Dinamita Joe, d'Antonio Margheriti (1967)
- Cervantes, de Vincent Sherman (1967)
- Los siete de Pancho Villa, de José María Elorrieta (1967)
- El día de la ira, de Tonino Valerii (1967) (sin acreditar)
- Fu Manchú y el beso de la muerte, de Jesús Franco (1968)
- Flor salvaje, de Javier Setó (1968)
- Fins que li va arribar l'hora (Once Upon a Time in the West), de Sergio Leone (1968) (sense acreditar)
- La batalla del último panzer (1969)
- ¡Viva América! (1969)
- El cóndor, de John Guillermin (1970)
- Capitán Apache, d'Alexander Singer (1971)
- Nada menos que todo un hombre, de Rafael Gil (1971)
- El sobre verde (1971)
- Belleza negra, de James Hill (1971)
- Orgullo de estirpe (1971)
- La Araucana (pel·lícula), de Julio Coll (1971)
- El hombre de Río Malo, de Eugenio Martín (1971)
- Diabólica malicia, de Andrea Bianchi (1972)
- Los fabulosos de Trinidad, de Ignasi F. Iquino (1972)
- Un hombre llamado Noon, de Peter Collinson (1973)
- Ninguno de los tres se llamaba Trinidad, de Pedro Luis Ramírez (1973)
- Dick Turpin, de Fernando Merino (1974)
- El kárate, el colt y el impostor, d'Antonio Margheriti (1974) (sense acreditar)
- Tres forajidos y un pistolero, de Richard Fleischer (1974)
- La llamada del lobo, de Gianfranco Baldanello (1975)
- Por la senda más dura, de Antonio Margheriti (1975)
- Más allá del deseo (1976)
- Último deseo, de León Klimovsky (1976)
- Del amor y de la muerte (1977)
- Uno del millón de muertos (1977)
- Viatge al centre de la Terra, de Juan Piquer Simón (1976)
- A la Legión le gustan las mujeres (...y a las mujeres les gusta la Legión), de Rafael Gil (1976)
- La perla negra (1977)
- Nido de viudas (1977)
- Los cántabros, de Jacinto Molina (1980)
- ...Y al tercer año, resucitó, de Rafael Gil (1980)
- Tierra de rastrojos, de Antonio Gonzalo (1980)
- El carnaval de las bestias, de Jacinto Molina (1980)
- Hijos de papá, de Rafael Gil (1980)
- ¡Tú estás loco, Briones!, de Javier Maqua (1981)
- El retorno del Hombre-Lobo, de Jacinto Molina (1981)
- Carrera Salvaje, de Antonio Margheriti (1981)
- Verano azul, de Antonio Mercero (1981)
- Freddy, el croupier, de Álvaro Sáenz de Heredia (1982)
- Buscando a Perico, de Antonio del Real (1982)
- Las autonosuyas, de Rafael Gil (1983)
- Y del seguro... líbranos Señor! de Antonio del Real (1983)
- Los blues de la calle Pop (Aventuras de Felipe Malboro, volumen 8), de Jesús Franco (1983)
- USA, violación y venganza, de José Luis Merino (1983)
- Camino solitario, de Jesús Franco (1984)
- La de Troya en el Palmar (1984)
- Leviatán (1984)
- Tex y el señor de los abismos (1985)
- Juego sucio en Casablanca, de Jesús Franco (1985)
- El caballero del dragón, de Fernando Colomo (1985)
- Lulú de noche (1986)
- Sola ante el terror, de Jesús Franco (1986)
- Clase media (1987) (sèrie de TV)
- Cómicos (1987) (sèrie de TV)
- ¡Biba la banda! de Ricardo Palacios (1987)
- El pecador impecable, de Augusto Martínez Torres (1987)
- El Lute: camina o revienta, de Vicente Aranda (1987)
- Esa cosa con plumas, d'Óscar Ladoire (1988)
- Bajarse al moro, de Fernando Colomo (1989)
- El retorn dels mosqueters, de Richard Lester (1989)
- Las cosas del querer (1989)
- Eva y Adán, agencia matrimonial (1990) (sèrie de TV)
- El rescate del talismán (1991) (concurs de TV)
- Aquí hay negocio (1995) (sèrie de TV)
- Un dólar por los muertos (1998) (pel·lícula per TV)
- Antivicio (2001) (sèrie de TV)
- Héroes de cartón (2001)
- La marcha verde, de José Luis García Sánchez (2002)

### Director
- Mi conejo es el mejor (1982)
- ¡Biba la banda! (1987)
- Crónicas urbanas (1991) (sèrie de TV)
- La banda de Pérez (1997) (sèrie de TV)

### Guionista
- Dick Turpin (1974)
- Mi conejo es el mejor (1982)
- ¡Biba la banda! (1987)
- Habitación 503 (1993) (sèrie de TV)
- Serie negra, episodi La sombra del delator (1994) (serie de TV)
- La banda de Pérez (1997) (serie de TV)